# Cédric Anselin
Pour les articles homonymes, voir Anselin.
Cédric Anselin est un footballeur français né le 24 juillet 1977 à Lens. Il évolue au poste de milieu défensif.

## Biographie
Il a remplacé Bixente Lizarazu lors de la finale de la Coupe UEFA en 1996 contre le Bayern Munich.
Il a joué avec l'équipe de France espoirs et a disputé 9 rencontres en Division 1 sous les couleurs des Girondins de Bordeaux.
Il fait une apparition en Division 1 avec Bordeaux lors de la saison 1998-1999.
N'ayant jamais réussi à percer au plus haut niveau français, il s'exile par la suite dans des championnats anglais de second plan.
Souffrant de dépression depuis des années, il rend publique sa maladie en 2017 et met la lumière sur la dureté du milieu du football professionnel.

## Carrière
- 1995-1997 : Girondins de Bordeaux  France (D1)
- 1997-1998 : Lille OSC  France (D2, prêt)
- 1998-1999 : Girondins de Bordeaux  France (D1)
- 1999-2001 : Norwich City  Angleterre (D2)
- 2001-2002 : Ross County  Écosse (D2)
- 2002-2003 : Oriente Petrolero  Bolivie (D1)
- 2003-2005 : Cambridge United  Angleterre (D4)
- 2005 (1 semaine) : Ebbsfleet  Angleterre
- 2005 : Norwich United  Angleterre
- 2005-2006 : King's Lynn FC  Angleterre
- 2006 : Wroxham Towm  Angleterre
- 2006 : Norwich United  Angleterre
- 2007-2009 : Dereham Town  Angleterre
- 2009-2010 : Lowestoft Town  Angleterre[2]

## Palmarès
- Champion de France en 1999 avec les Girondins de Bordeaux
- Finaliste de la Coupe de l'UEFA en 1996 avec les Girondins de Bordeaux